# Can Poch (Caldes de Malavella)
Can Poch és una masia del municipi de Caldes de Malavella (Selva). Està situada a tocar la carretera de Llagostera a Vidreres, molt a prop del restaurant "El Molí". Forma part de l'Inventari del Patrimoni Arquitectònic de Catalunya.

## Descripció
Consta de tres pisos i, a la part lateral dreta i a la posterior hi ha diverses edificacions annexes. També hi ha l'edificació més antiga del molí (exempta) que data del segle xvi o segle xvii. La seva teulada és a doble vessant. La façana principal té sis obertures restangulars. Planta baixa amb dues finestres amb llinda de pedra, situades a banda i banda de la porta també llindada. A la primera planta, tres obertures més grans i amb balcó datades al segle xix (entre l'obertura central i la lateral hi havia originàriament un rellotge solar que recentment ha estat tapat). Finalment, a la segona planta hi ha tres senzilles finestres. A la banda esquerra de l'obertura central del primer pis hi ha afegit un petit relleu del Sagrat Cor.